# Самир Хандановић
Самир Хандановић (Љубљана, 14. јул 1984) јесте бивши словеначки фудбалер. Играо је на позицији голмана.

## Биографија
Самир Хандановић је рођен 14. јула 1984. у Љубљани. У јуниорској каријери је играо за Слован и Домжале. Од 2004. је наступао за Удинезе у коме је одиграо 182 утакмице. Године 2012. потписао је уговор са Интером из Милана у ком је остао до 2023. када је завршио професионалну каријеру.

## Репрезентација
Хандановић је дебитовао за Словенију 17. новембра 2005. у мечу против Словачке. Такође је био у екипи на Светском првенству у Јужној Африци. На голу репрезентације заменио га је Јан Облак.

## Највећи успеси

### Интер
- Серија А (1) : 2020/21.
- Куп Италије (2) : 2021/22, 2022/23.
- Суперкуп Италије (2) : 2021, 2022.
- Лига шампиона : финале 2022/23.